# Fasterholt Maskinfabrik
Fasterholt Maskinfabrik A/S er en dansk producent af vandingsmaskiner, med base i byen Fasterholt i Midtjylland. De producerer i dag vandingsmaskiner til marker, parker og haver. Med ca. 100 ansatte og 20.000 m2 overdækket produktion er det den største producent af vandingsmaskiner i Danmark.
Fasterholt Smedie blev grundlagt i 1958 af Agner Thisgaard og Johannes Laursen. I 1975 begyndte de primært at producere vandingsmaskiner, og året efter ændrede de navn til Fasterholt Maskinfabrik A/S. Virksomheden ejes i dag af familien Kjær Thisgaard Pedersen.